# حملات موشکی آوریل ۲۰۱۸ به سوریه
در ۲۵ فروردین ۱۳۹۷ (۱۴ آوریل ۲۰۱۸)، حدود ساعت ۴ صبح به وقت سوریه، ایالات متحده آمریکا، بریتانیا و فرانسه با شلیک بیش از ۱۰۰ موشک، یک سری حملات هوایی علیه چند مرکز دولتی سوریه انجام دادند. سه کشور غربی اذعان داشتند که این عملیات را در واکنش به حمله شیمیایی ۷ آوریل دوما در غوطه شرقی انجام داده‌اند. آمریکا و متحدانش این حمله را به ارتش سوریه نسبت می‌دهند. با این حال دولت سوریه حمله شیمیایی را تکذیب و این حمله هوایی را نقض حقوق بین‌الملل خواند.
ظاهراً در این حمله موشکی سه نقطه در سوریه اعم‌از یک مرکز تحقیقاتی در نزدیکی دمشق و زرادخانه شیمیایی ارتش سوریه در حُمص هدف قرار گرفته است. براساس گزارش‌ها، هواپیماهای جنگنده و ناوهای جنگی آمریکا، فرانسه و بریتانیا در این حملات شرکت داشته‌اند بریتانیا با چهار فروند جت جنگی تورنادو مجهز به سایه توفان، موشک کروز هواپایه‌ای به‌طول ۵ متر و برد ۴۸۰ کیلومتر، از مبدأ فرودگاه نیروی هوایی سلطنتی اکروتیری در قبرس، در این عملیات مشارکت کرد.
به گفته منابع سوری در مجموع این حملات، ۹ شهروند سوری شامل ۳ غیرنظامی و ۶ سرباز مجروح شده‌اند.

## جزئیات حمله

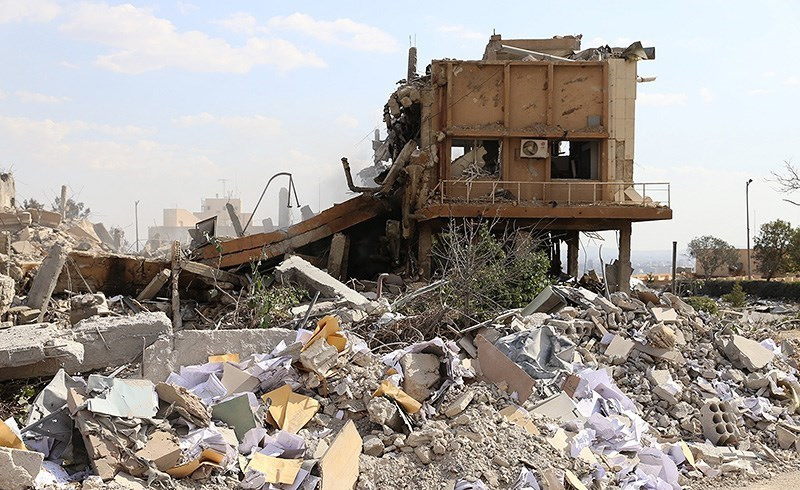
خسارات ناشی از بمباران

این حمله موشکی از طریق دریا و همچنین پرواز جنگنده‌های سه کشور آمریکا، فرانسه و انگلیس انجام شده است. طی این حمله، دست کم ۱۰۳ فروند موشک کروز به اهدافی در استان‌های دمشق و حمص شلیک شده؛ بیشتر موشک‌های شلیک شده به سمت پایتخت سوریه از نوع کروز توماهاک بوده است.
در این حمله، علاوه بر شلیک موشک‌های کروز توماهاک از شناورهای آمریکایی، جنگنده بی-۱ آمریکا و جنگنده‌های تورنادو در این حملات مشارکت داشته‌اند.
رؤسای جمهور سه کشور حمله‌کننده آمریکا، فرانسه و انگلیس برای انجام این حمله اقدام به کسب مجوز از مجالس نمایندگان این سه کشور نکردند که این مسئله واکنش برخی نمایندگان مجالس کشورشان را به دنبال داشت. این نمایندگان در اعتراض به این حمله و عدم کسب مجوز برای انجامش، آن را «غیرقانونی» خواندند.

## پیشینه
۷ روز پیش از این حمله، ۷ آوریل ۲۰۱۸، مخالفان دولت سوریه و سران برخی کشورها مدعی شده بودند حمله شیمیایی در شهر دوما رخ داده و دستکم ۷۰ کشته برجای گذاشته است.

## بیانیه‌ها و واکنش‌ها

### کشورهای درگیر
- ایالات متحده آمریکا: دونالد ترامپ، رئیس‌جمهوری ایالات متحده آمریکا، در پیامی تلویزیونی آغاز این حملات را اعلام و آن را واکنشی به حمله شیمیایی هفته گذشته به شهر دوما خواند. او گفت: «از ایران و روسیه می‌پرسم: کدام کشورها می‌خواهند خودشان را با قتل‌عام مردان، زنان و کودکان بی‌گناه مرتبط کنند؟ کشورهای دنیا را می‌توان با دوستانی که دارند شناخت. هیچ کشوری در دراز مدت نمی‌تواند در امر تقویت دولت‌های سرکش، زورگویان بی‌رحم و دیکتاتورهای قاتل موفق شود. همچنین گفت: امید است که روزی بتوانیم با روسیه و شاید حتی ایران کنار بیاییم. شاید هم این اتفاق نیفتد».[۶]
- سوریه: سوریه این حمله را نقض آشکار قوانین بین‌المللی دانست.[۱۰]
- فرانسه: امانوئل مکرون، رئیس‌جمهور فرانسه در روز ۲۵ فروردین گفت که حمله به دوما، عبور از خطوط قرمز بوده است. او با اشاره به حملات قبلی به دوما گفت که (به باور او) «بدون شک» دولت سوریه آن حملات را انجام داده است.[۲۰]
- بریتانیا: ترزا می، نخست‌وزیر بریتانیا گفت که در برابر حملات شیمیایی دولت سوریه، راهی جز اعمال قدرت وجود ندارد.[۲۱] جرمی کوربین رهبر حزب کارگر در انتقاد از اقدام بدون مجوز دولت ترزا می در بمباران سوریه و رفتار متفاوت این کشور در قبال یمن گفت: «همانگونه که نخست‌وزیر تصریح کرد، می‌توان عربستان سعودی را نیز برای کاربرد بمب‌های ممنوعه مورد حمله هوایی قرار داد».[۲۲]

### متحدان سوریه
- روسیه: ولادیمیر پوتین این حمله را عملی تجاوزکارانه خواند و گفت: «نیروهای روس به دولت مشروع (سوریه) در مبارزه‌اش با تروریسم کمک می‌کنند».[۲۳] وزارت دفاع روسیه، این حمله با صدور بیانیه‌ای اعلام کرد: «این حمله که امروز رخ داد ضربه‌ای به تیم تحقیقاتی دربارهٔ سلاح‌های شیمیایی در سوریه بود که قرار بود امروز کار خود را شروع کند».[۲۴] آناتولی آنتونوف، سفیر روسیه در آمریکا، حمله به سوریه را «یک سناریوی از پیش‌طراحی‌شده» خواند و گفت: «آمریکا به عنوان کشور دارنده بزرگ‌ترین انبار تسلیحات شیمیایی از هیچ حق اخلاقی برای سرزنش کردن سایر کشورها برخوردار نیست».[۲۵] سرگئی رودسکوی، رئیس اتاق عملیات در ستاد کل نیروهای مسلح روسیه نیز گفت: «مسکو ممکن است سامانه‌های اس ۳۰۰ را به سوریه تحویل دهد. ما معتقدیم بعد از حمله امروز و اتفاقی که افتاد، امکان بررسی این مسئله نه تنها در مورد سوریه بلکه در مورد کشورهای دیگر نیز وجود دارد».[۲۳]

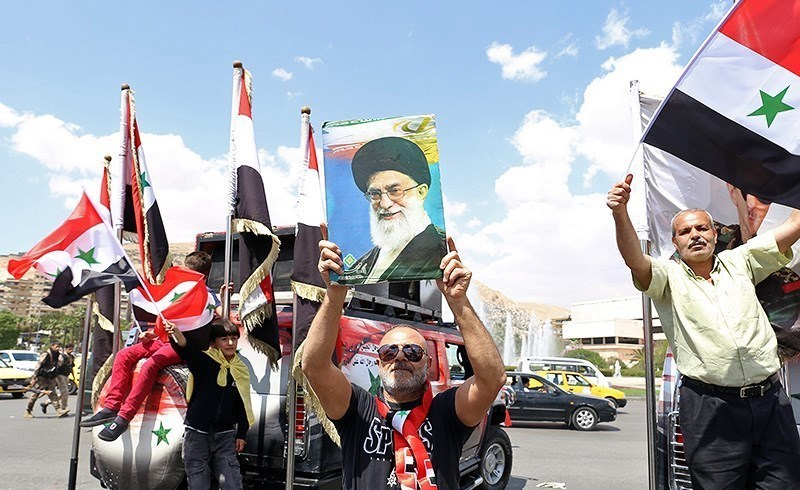
تجمع حامیان دولت سوریه در خیابان‌های این کشور با تصویر سید علی خامنه‌ای

- ایران: وزارت امور خارجه ایران روز شنبه، ۲۵ فروردین، با صدور بیانیه‌ای این حمله را محکوم و آن را نقض آشکار قوانین بین‌المللی و نادیده گرفتن تمامیت ارضی سوریه خواند.[۶]
  - علی خامنه ای، رهبر جمهوری اسلامی ایران نیز طی سخنرانی در جمع مسئولان نظام، رئیس‌جمهور آمریکا، رئیس‌جمهور فرانسه و نخست‌وزیر بریتانیا را جنایتکار خواند و گفت که آن‌ها از این اقدام هیچ سودی نخواهند برد.[۲۶]
  - حسن روحانی با محکوم کردن این حمله آن را «اقدامی عملی برای تقویت تروریسم در منطقه دانست» و گفت: «در شرایطی که تروریست‌ها هر روز در سوریه متحمل شکست جدید می‌شوند، این حرکت تجاوزکارانه سه کشور قطعاً به معنای حمایت از این گروه‌های شکست خورده می‌باشد».[۲۷]
  - محمد جواد ظریف نیز در تماسی تلفنی با ولید معلم، وزیر امور خارجه سوریه ضمن محکومیت این اقدام آن را «جنایتکارانه و غیرقانونی» خواند. وی همچنین حمله علیه سوریه با هدف ادعایی کاربرد سلاح شیمیایی پیش از آغاز به کار و گزارش بازرسان سازمان منع سلاح‌های شیمیایی را «نشانه بارزی از بهانه تراشی آمریکا و اخلال در روند صلح و کمک به تروریست‌ها خواند و آن را محکوم کرد».[۲۸]

### سایر کشورها
- آلمان: آنگلا مرکل صدراعظم آلمان، حمایت کشورش از این حملات را اعلام کرد و آن را یک اقدام ضروری و مناسب دانست.[۲۹]
- عربستان سعودی: پادشاهی عربستان سعودی در حالی که کشورهای دیگر خواستار راه حل سیاسی طولانی مدت برای جنگ در این کشور شدند از حمله هوایی آمریکا به سوریه حمایت کرد. وزیر امور خارجه عربستان در این باره گفت که عربستان سعودی به‌طور کامل از حملاتی که توسط ایالات متحده، فرانسه و بریتانیا علیه سوریه آغاز شده است، حمایت می‌کند؛ زیرا آنها را واکنش به جنایات رژیم اسد می‌داند.[۳۰]
- اسرائیل: یوآف گالانت وزیر کابینه اسرائیل، حمله هوایی آمریکا را یک پیام مهم برای «محور شر (ایران، سوریه و حزب‌الله)» اعلام کرد.[۳۱] همچنین بشار اسد را فرشته مرگ صدها هزار نفر از مردم بی گناه سوریه نامید و گفت که بدون شک دنیای بدون اسد دنیایی بهتر خواهد بود.[۳۲]
- قطر: وزارت امور خارجه قطر حمایت خود را از حملات ابراز داشت و استفاده سوریه از سلاح‌های شیمیایی را محکوم کرد.[۳۳]
- ترکیه: دولت ترکیه از حملات هوایی به رهبری آمریکا علیه رژیم اسد استقبال کرد. وزارت امور خارجه ترکیه اعلام کرد: «عملیات فوری که توسط آمریکا، انگلستان و فرانسه علیه رژیم سوریه انجام شد واکنشی متناسب است».[۳۴]
- چین: نخست‌وزیر، هوا چونینگ اظهار داشت که این حملات چند ملیتی نقض قوانین سازمان ملل و بین‌المللی است و این حملات بحران سوریه را پیچیده‌تر می‌کند.[۳۵]
- لبنان: میشل عون رئیس‌جمهور لبنان، این حملات را محکوم کرد.[۳۶]
- ژاپن: شینزو آبه، نخست‌وزیر ژاپن به خبرنگاران گفت که او از طرح کلی این حمله حمایت می‌کند.[۳۷]
- کانادا: نخست‌وزیر جاستین ترودو طی بیانیه‌ای حمایت خود را از این حملات اعلام کرد.[۳۸]
- دانمارک: نخست‌وزیر لارس لوکه راسموسن اظهار داشت که حمایت کامل خود را از این حملات اعلام می‌کند. وی توضیح داد که در جنگ قوانینی وجود دارد و این قوانین توسط اسد در دوما شکسته شده است.[۳۹]
- استرالیا: نخست‌وزیر مالکوم ترنبول گفت: «حملات علیه سوریه به رهبری آمریکا پیام واضحی برای رژیم بشار اسد در سوریه ارسال می‌کند که استفاده از تسلیحات شیمیایی تحمل نخواهد شد. وی طی بیانیه‌ای گفت: به رژیم اسد نباید اجازه داده شود تا با مصونیت دست به چنین جنایاتی بزند».[۴۰]

### سازمان‌های بین‌المللی
- اتحادیه اروپا

: دونالد توسک از این حمله حمایت کرد و گفت اتحادیه اروپا به همراه متحدانش طرف حقانیت را می‌گیرند.
- ناتو

: ینس استولتنبرگ، دبیرکل ناتو از حمله به رژیم سوریه حمایت کرد و گفت: «من از اقداماتی که توسط آمریکا، انگلستان و فرانسه علیه سایتهای تسلیحات شیمیایی رژیم اسد صورت گرفت حمایت می‌کنم. اینکار توان رژیم اسد برای حملات بعدی علیه مردم سوریه را کاهش می‌دهد.»
- سازمان ملل متحد: آنتونیو گوترش، دبیرکل سازمان ملل از تمامی ملت‌ها خواست تا از هرگونه اقدام که باعث بدتر شدن وضعیت سوریه می‌شود خودداری کنند.[۴۳]

### سایر سازمان‌ها
- جیش الاسلام: محمد علوش، از رهبران گروه سلفی جیش الاسلام گفت حملات نظامی آمریکا در سوریه تا زمانی که رئیس‌جمهور اسد را خلع نکند بی فایده است.[۴۴]
- حماس: تجاوز آشکار در خاک سوریه به منظور نابود کردن قابلیت‌های آن و حفظ موجودیت صهیونیست هاست.[۴۵]
- [[File:|22x20px|border |alt=|link=]] حزب‌الله لبنان: حملات هوایی ایالات متحده، فرانسه و بریتانیا را به سوریه محکوم و از پدافند هوایی همسایه عرب خود تمجید کرد و گفت آمریکا در عملیات علیه سوریه، مردم منطقه و جنبش مقاومت به اهداف خود دست نخواهد یافت.[۴۶] حسن نصرالله دبیرکل حزب‌الله نیز گفت: «چرا آمریکا در صبح شنبه حمله را انجام داد؟ چون که در روز شنبه قرار بود اولین هیئت از سازمان منع گسترش سلاح‌های شیمیایی به سوریه برسند و تیم دوم نیز روز یکشنبه و از خاک منطقه و مکان و افراد تحقیق به عمل آورد و از آن‌جایی که ترامپ و رئیس‌جمهور فرانسه می‌دانستند که حمله شیمیایی [واقعیت ندارد] و نمایش است، قبل از رسیدن هیئت تحقیق اقدام به حمله کردند و منتظر شورای امنیت نماندند.»[۴۷]

## پس از حادثه

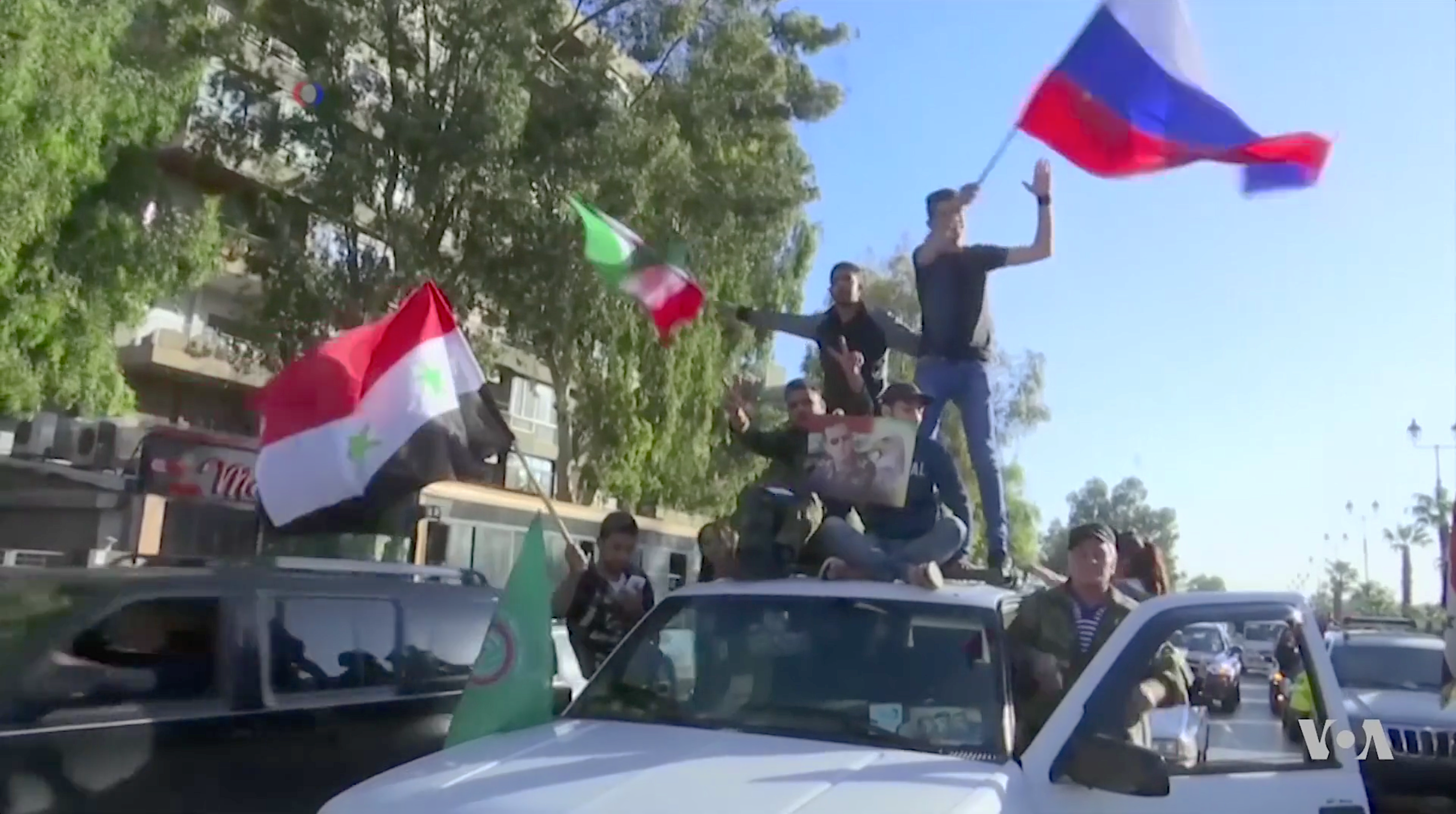
تظاهرات مردمی در دمشق ساعاتی پس از حمله - تظاهرات‌کنندگان پرچم کشورهای سوریه، ایران و روسیه را در دست دارند

ساعاتی پس از این حمله مردم چندین کشور از جمله یونان، آمریکا، آلمان، اردن، فلسطین، شیلی و مکزیک در اعتراض به این اقدام دست به تظاهرات زدند. در داخل سوریه نیز مردم شهرهای مهم از جمله دمشق، حمص و حلب در واکنش به این حمله اقدام به برگزاری تظاهرات کردند. در دمشق تظاهرات کنندگان پرچم کشورهای روسیه، ایران و سوریه را در دست گرفته و در تظاهرات شرکت کردند.
در روزهای بعد تظاهرات مردمی در محکومیت این حمله در چندین کشور از جمله آمریکا، یونان، انگلیس، قبرس، هند، پاکستان، لبنان، فلسطین، عراق و نیز شهرهای مختلف کشور سوریه ادامه یافت.
در آمریکا مردم شهرها نیویورک، واشینگتن دی‌سی، لس‌آنجلس، سانفرانسیسکو و اوکلند این حملات موشکی را خلاف قانون اساسی آمریکا و قانون بین‌المللی دانستند از واشینگتن خواستند سیاستهای جنگ طلبانه خود را متوقف کند.
در لندن تجمع اعتراضی از سوی کارزار «ائتلاف توقف جنگ» و حمایت دیگر نهادهای حقوق بشر برگزار شد. تظاهرات‌کنندگان با حمل شعارنوشته‌هایی در محکومیت دخالت نظامی در سوریه، شعارهایی علیه سیاست‌های جنگی آمریکا و انگلیس سر دادند.
تظاهرات کنندگان در شیلی با تجمع در برابر سفارت آمریکا در سانتیاگو به این حمله اعتراض کردند. نیروهای امنیتی شیلی با معترضان درگیر شدند و تعدادی از آن‌ها را دستگیر کردند.
در عراق، راهپیمایان پرچم آمریکا را آتش زدند و در حمایت از مردم سوریه شعار دادند.
معترضان در قبرس به سمت پایگاه نیروی هوایی سلطنتی انگلیس که چهار هواپیمای جنگی این حمله از این پایگاه برای حملات موشکی به داخل سوریه، به هوا برخاسته بودند، حرکت کردند تا حملات هوایی را محکوم کنند و همزمان با محکوم کردن این حمله خواستار تعطیلی پایگاه هوایی انگلیس در قبرس شدند.

در غزه فلسطین نیز مردم در حمایت از مردم سوریه تظاهرات کردند و با آتش زدن پرچم آمریکا، علیه آمریکا و اسرائیل شعار دادند.